# Happy Valley (Shanghai)
Pour les articles homonymes, voir Happy Valley.
Happy Valley est un parc d'attractions situé  à Sheshan, dans le district de Songjiang, à Shanghai, en Chine.

## Histoire
Le propriétaire du parc, OCT, possède tous les parcs d'attractions Happy Valley ainsi que de nombreux centres de loisirs chinois. OCT est un conglomérat entre le privé et le public qui réalise de grands projets immobiliers dont la première étape est les Happy Valley. Leur concept est d'acheter de très grands terrains en périphérie des grandes mégapoles du pays, si possible bien desservis par les transports. Ils utilisent ensuite une parcelle du terrain pour y construire un parc d'attractions. Si celui-ci rencontre le succès, des chantiers de zones résidentielles sont alors entamés. Et c'est le cas, le parc est entouré de multiples zones résidentielles.
Le parc de Shanghai est divisé en sept zones à thèmes: Sunshine Harbor: rue commerçante qui introduit le visiteur dans le parc ; Typhoon Bay : zone caraïbe ; Gold Town: village western ; Ant Kingdom: zone pour enfants ; Shangri-La: ville imaginaire de l'Himalaya ; Shanghai Beach et Happy Time.

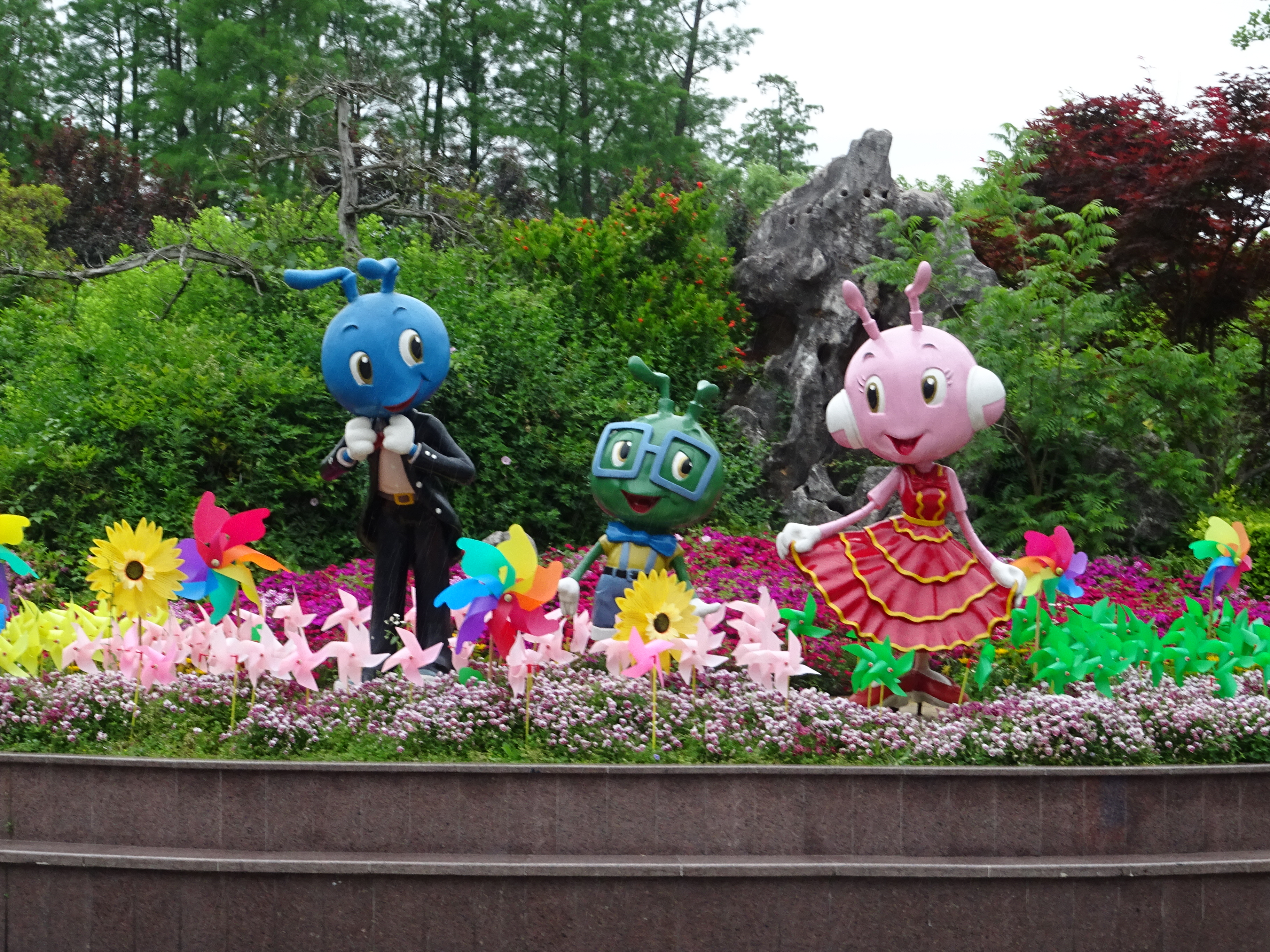
Les mascottes du parc

## Le parc d'attractions

### Montagnes russes
| Nom                                     | Type                                      | Constructeur         | Année        |
| --------------------------------------- | ----------------------------------------- | -------------------- | ------------ |
| Coastal Ant Anciennement Lele's Chariot | Montagnes russes junior                   | Golden Horse         | 16 août 2009 |
| Crazy Elves                             | Montagnes russes tournoyantes             | Zamperla             | 16 août 2009 |
| Diving Coaster                          | Méga montagnes russes Machine plongeante  | Bolliger & Mabillard | 16 août 2009 |
| Family Inverted Coaster                 | Montagnes russes inversées                | Bolliger & Mabillard | 2014         |
| Mega-Lite                               | Montagnes russes assises                  | Intamin              | 16 août 2009 |
| Mine Train Coaster                      | Montagnes russes assises Train de la mine | Intamin              | octobre 2009 |
| Wooden Coaster - Fireball               | Montagnes russes en bois                  | The Gravity Group    | 16 août 2009 |

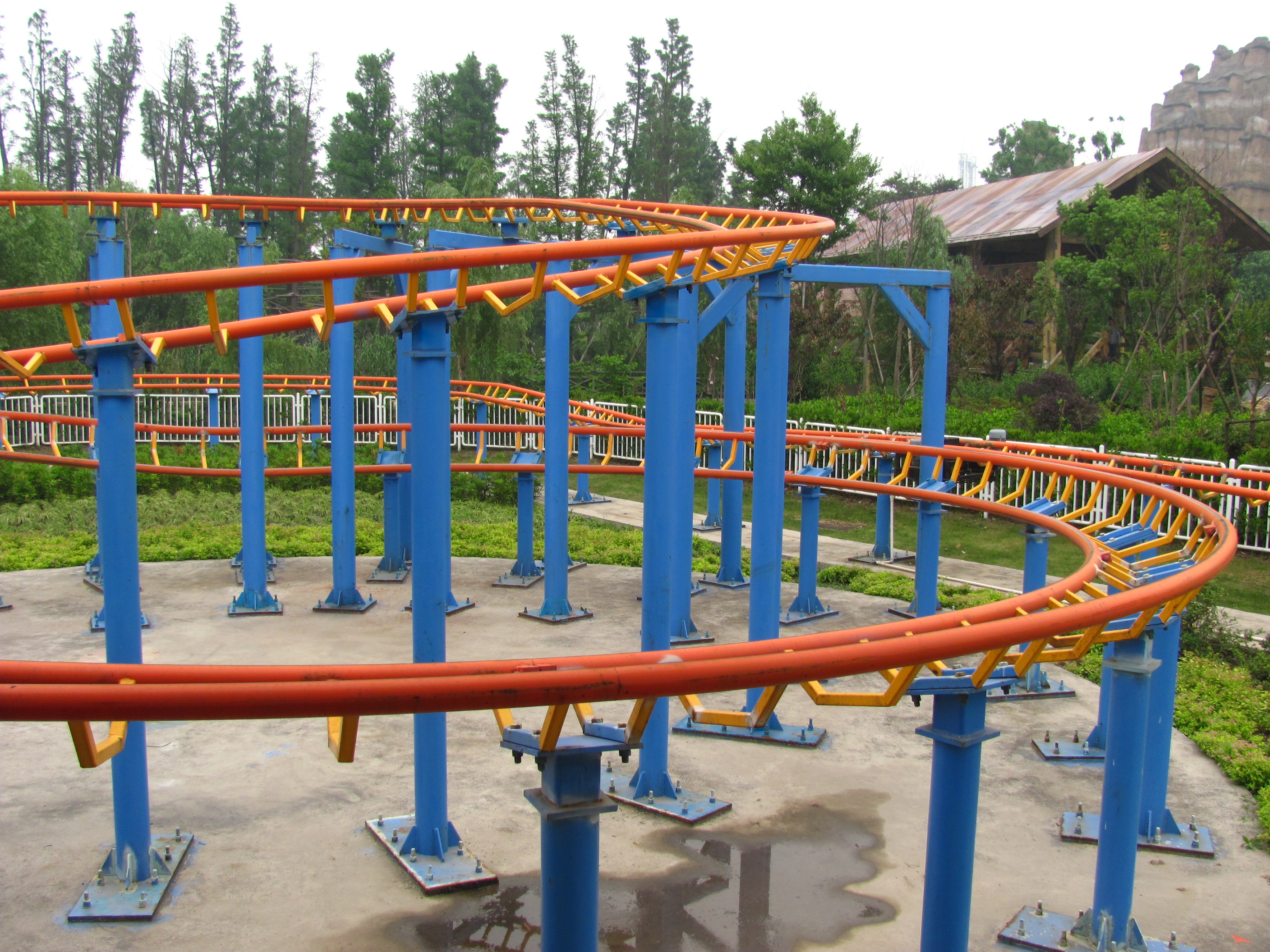
Coastal Ant
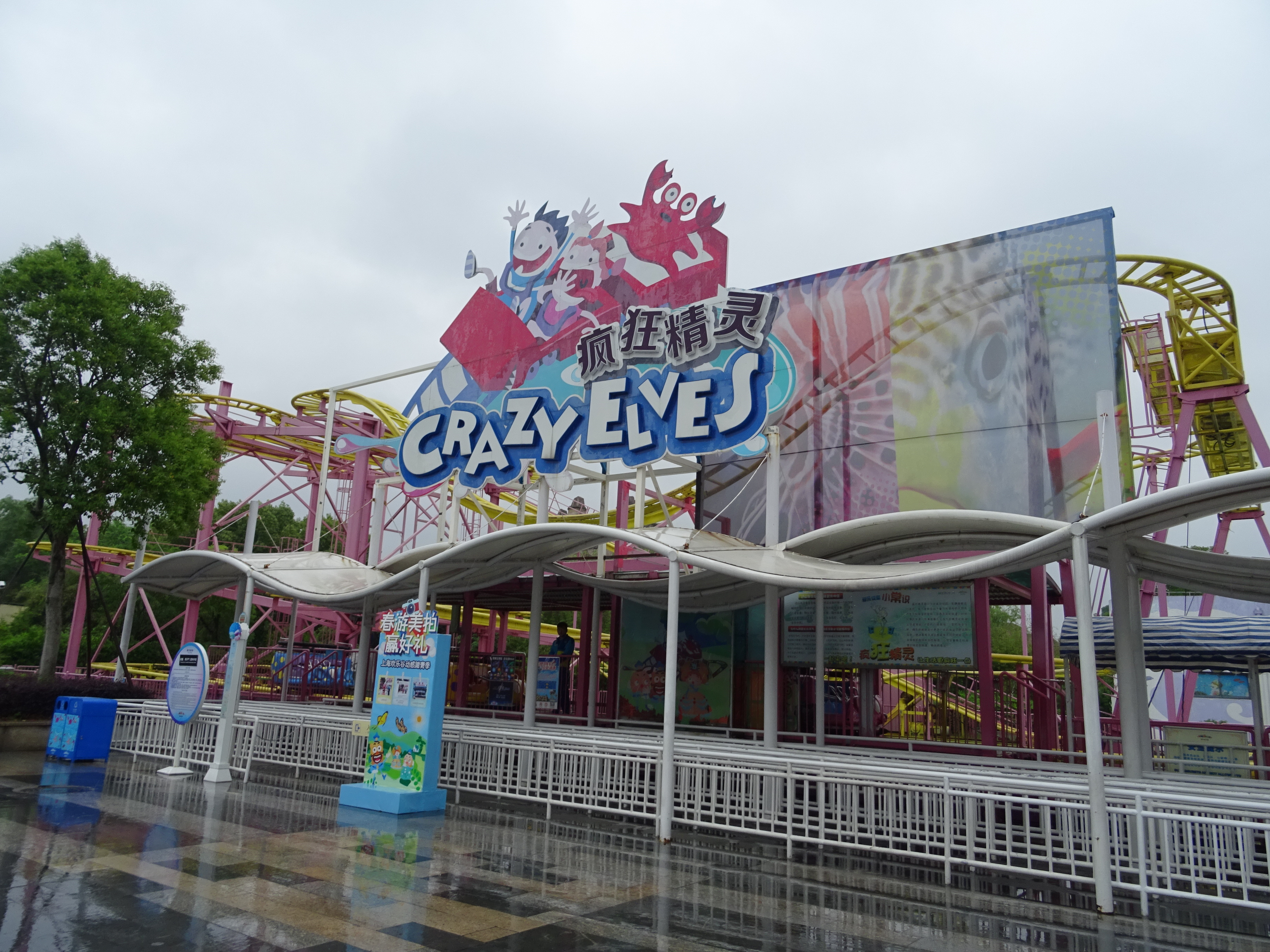
Crazy Elves
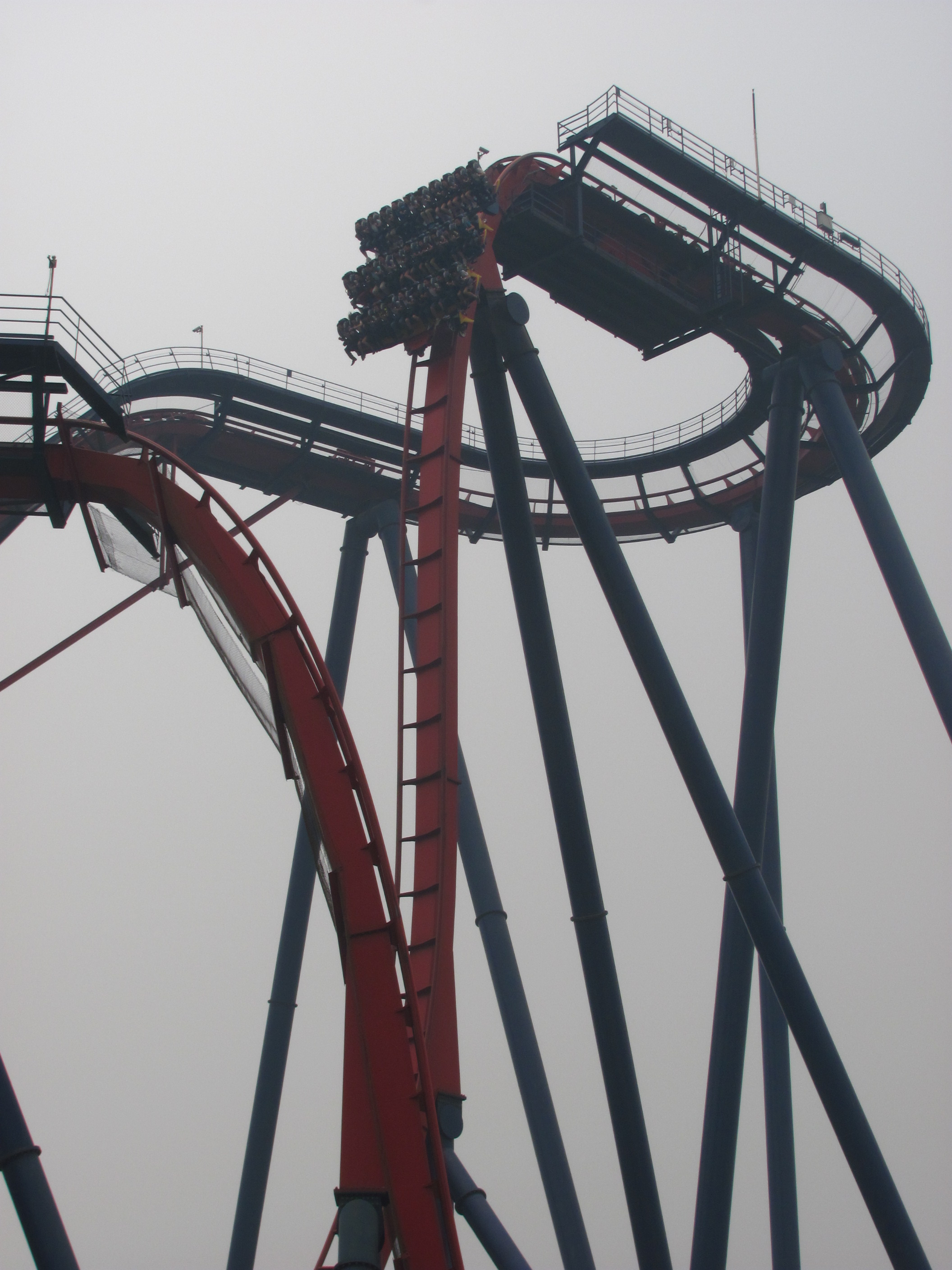
Diving Coaster
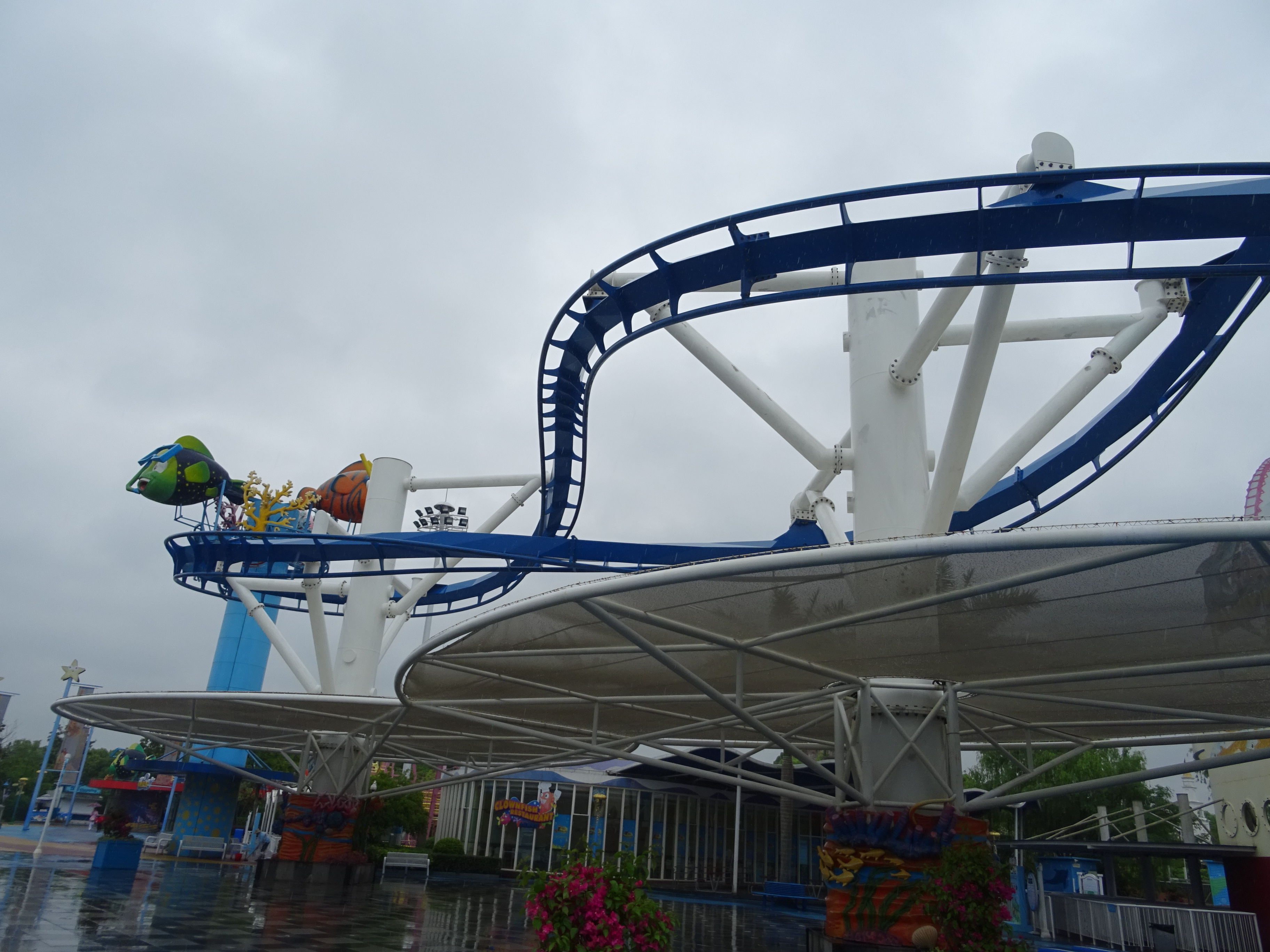
Family Inverted Coaster
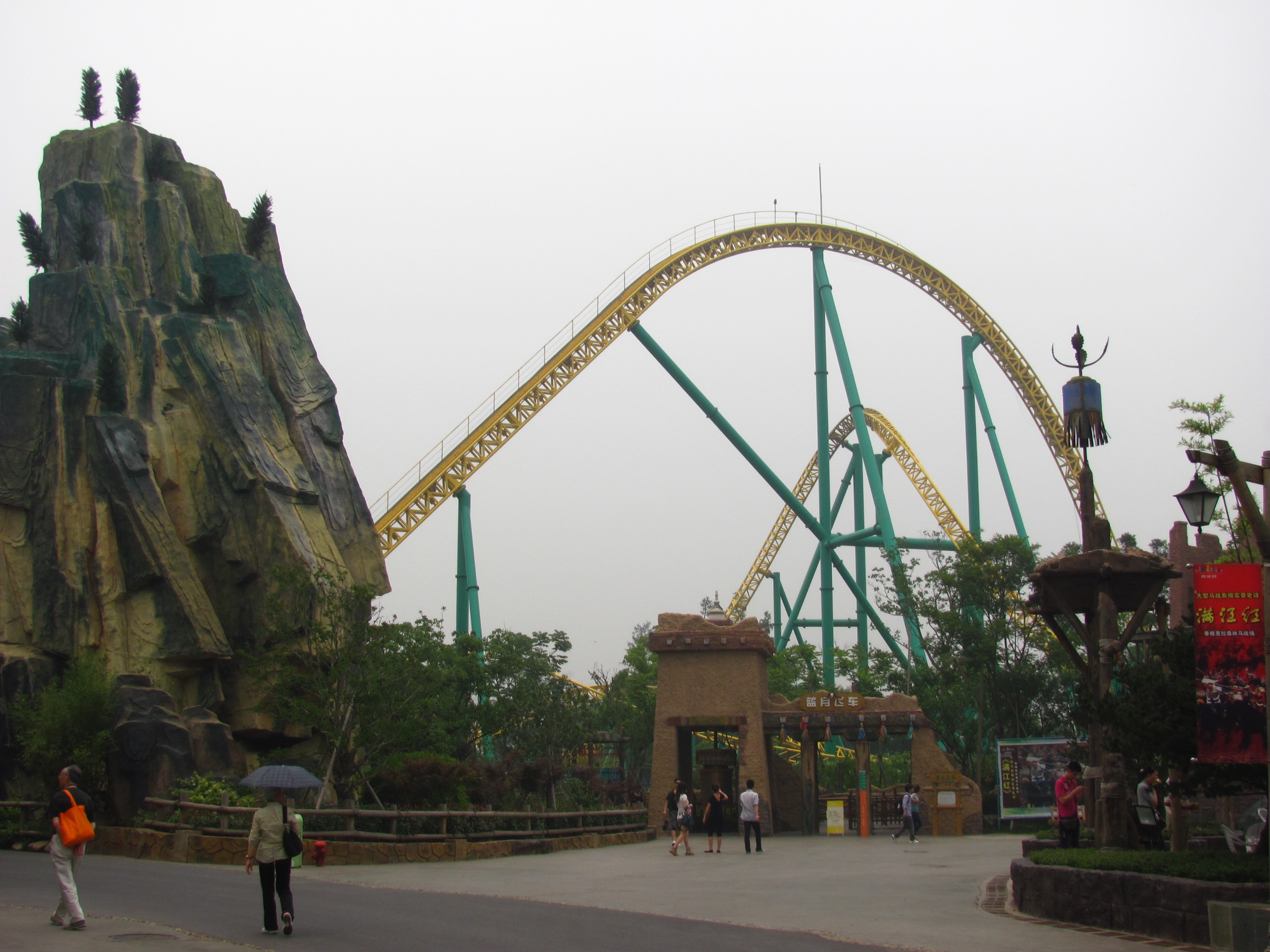
Mega-Lite
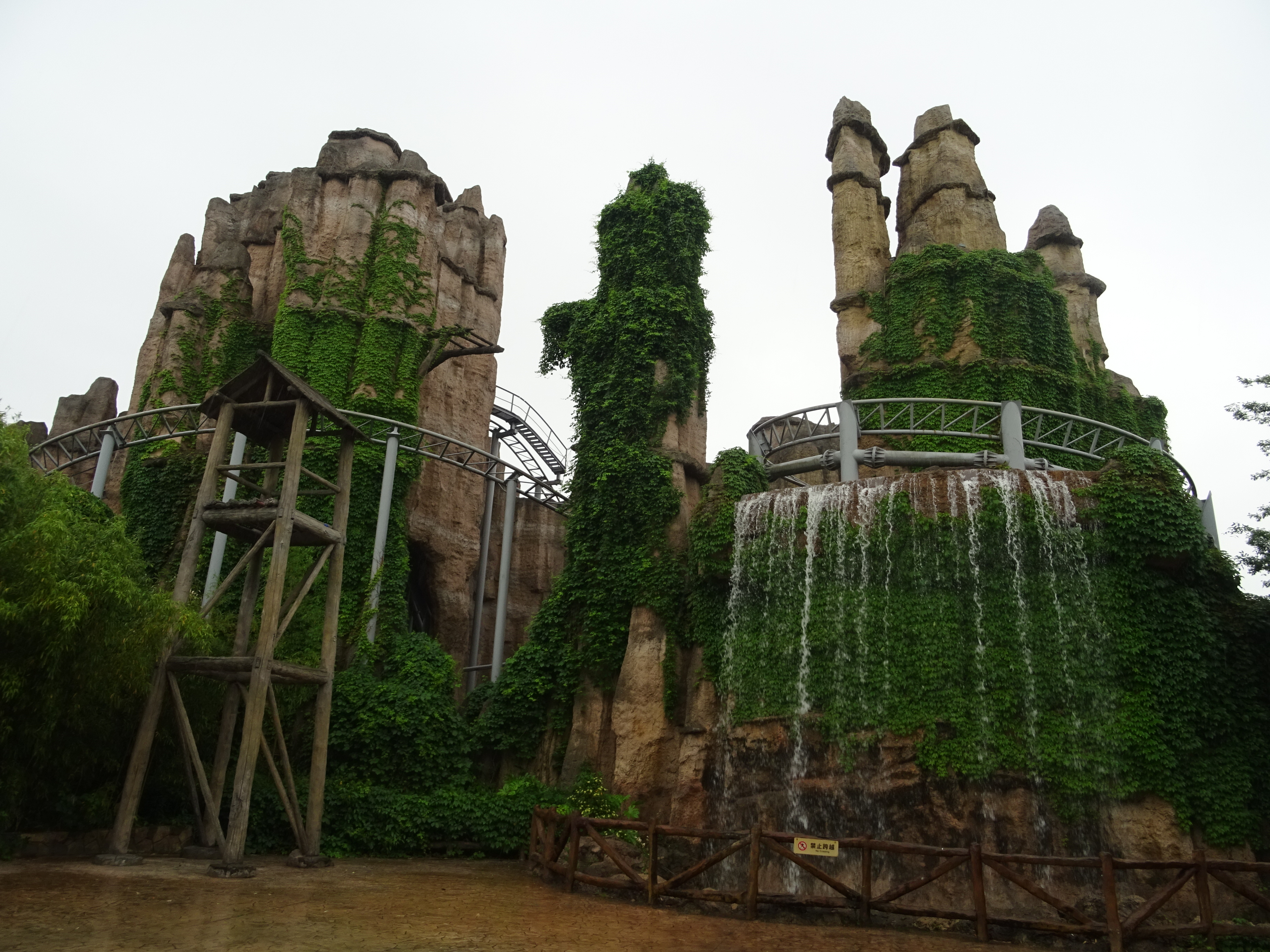
Mine Train Coaster
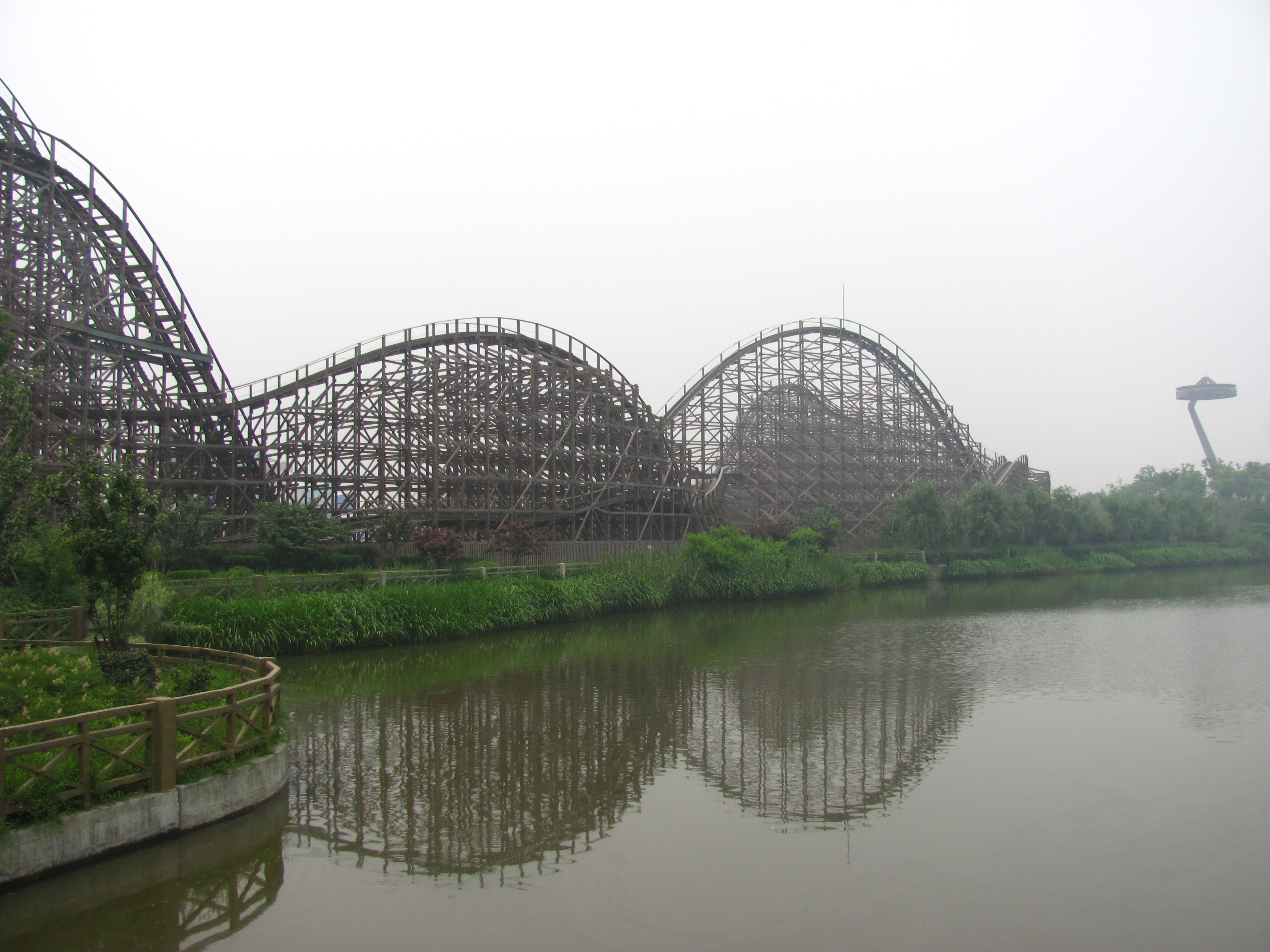
Wooden Coaster - Fireball

### Attractions aquatiques
| Nom             | Type            | Constructeur       | Année |
| --------------- | --------------- | ------------------ | ----- |
| Rapid River     | Bouées          | Golden Horse       | 2009  |
| Shoot the Chute | Shoot the Chute | Golden Horse       | 2009  |
| Splash Battle   | Splash Battle   | Preston & Barbieri | 2009  |

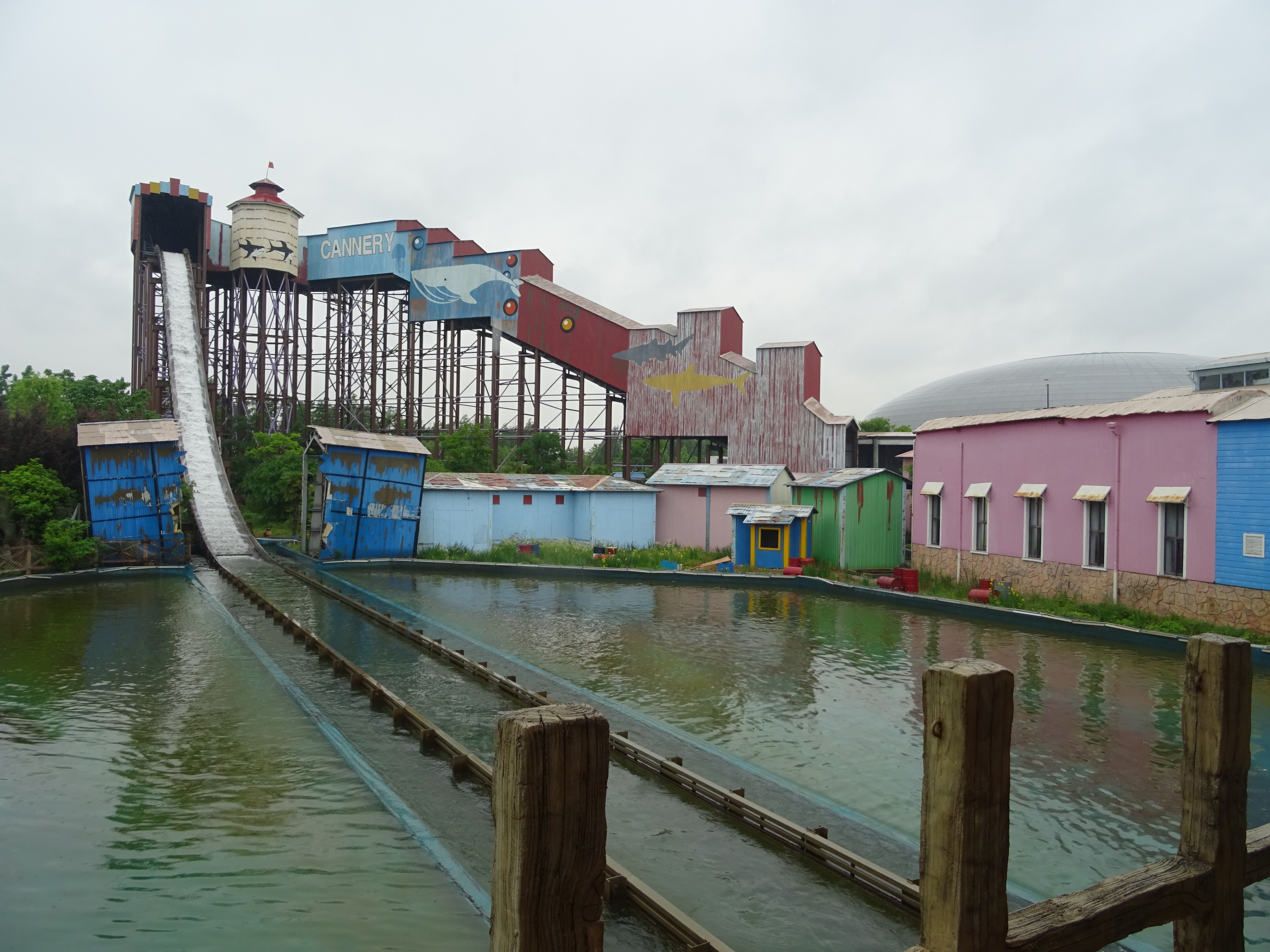
Shoot the Chute
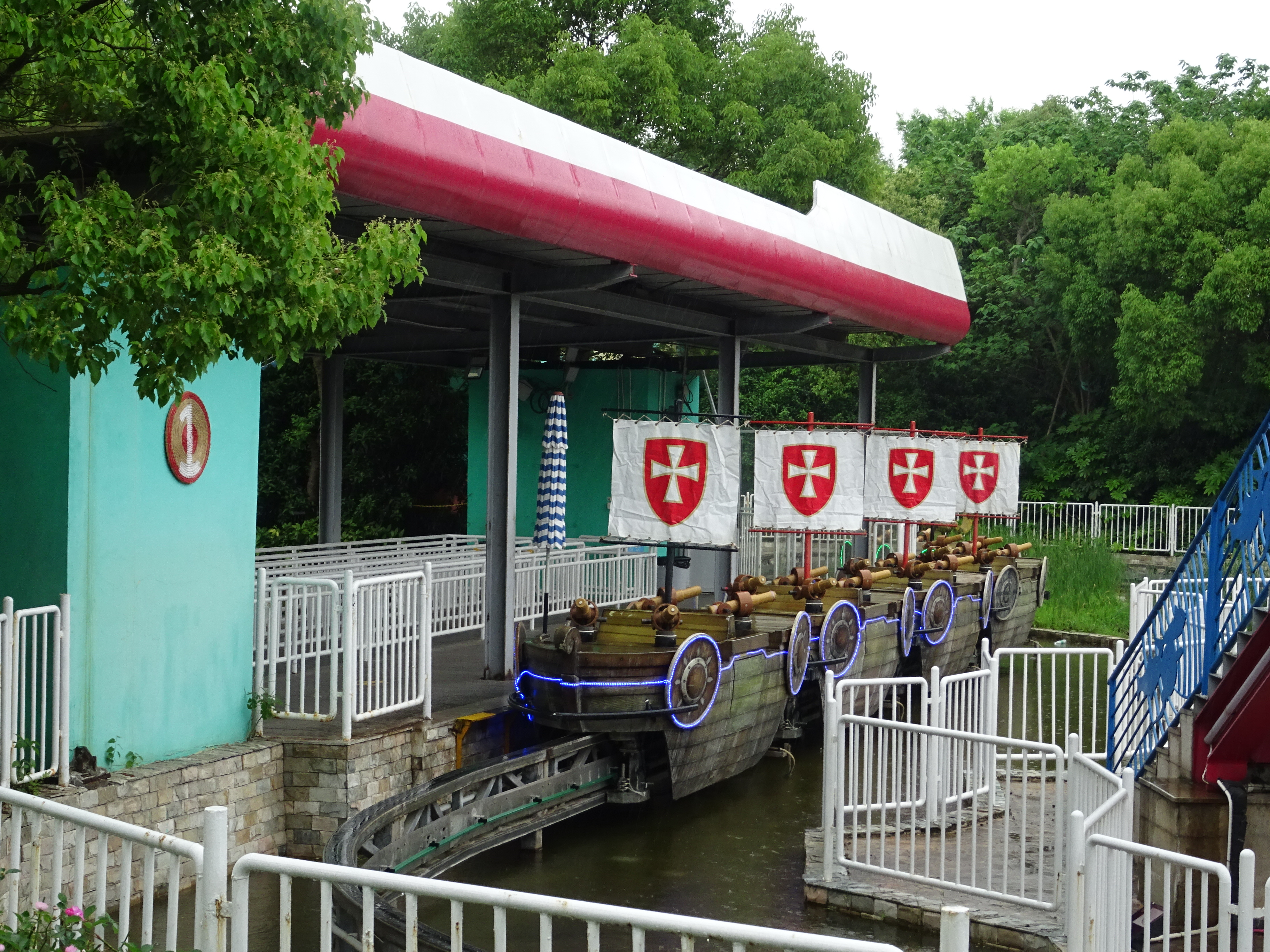
Splash Battle

### Parcours scéniques
| Nom                  | Type                         | Constructeur      | Année |
| -------------------- | ---------------------------- | ----------------- | ----- |
| North-Pole Adventure | Parcours scénique interactif | Sally Corporation | 2009  |
| Storm Chaser         | Parcours scénique 4D         | Kraftwerk         | 2009  |

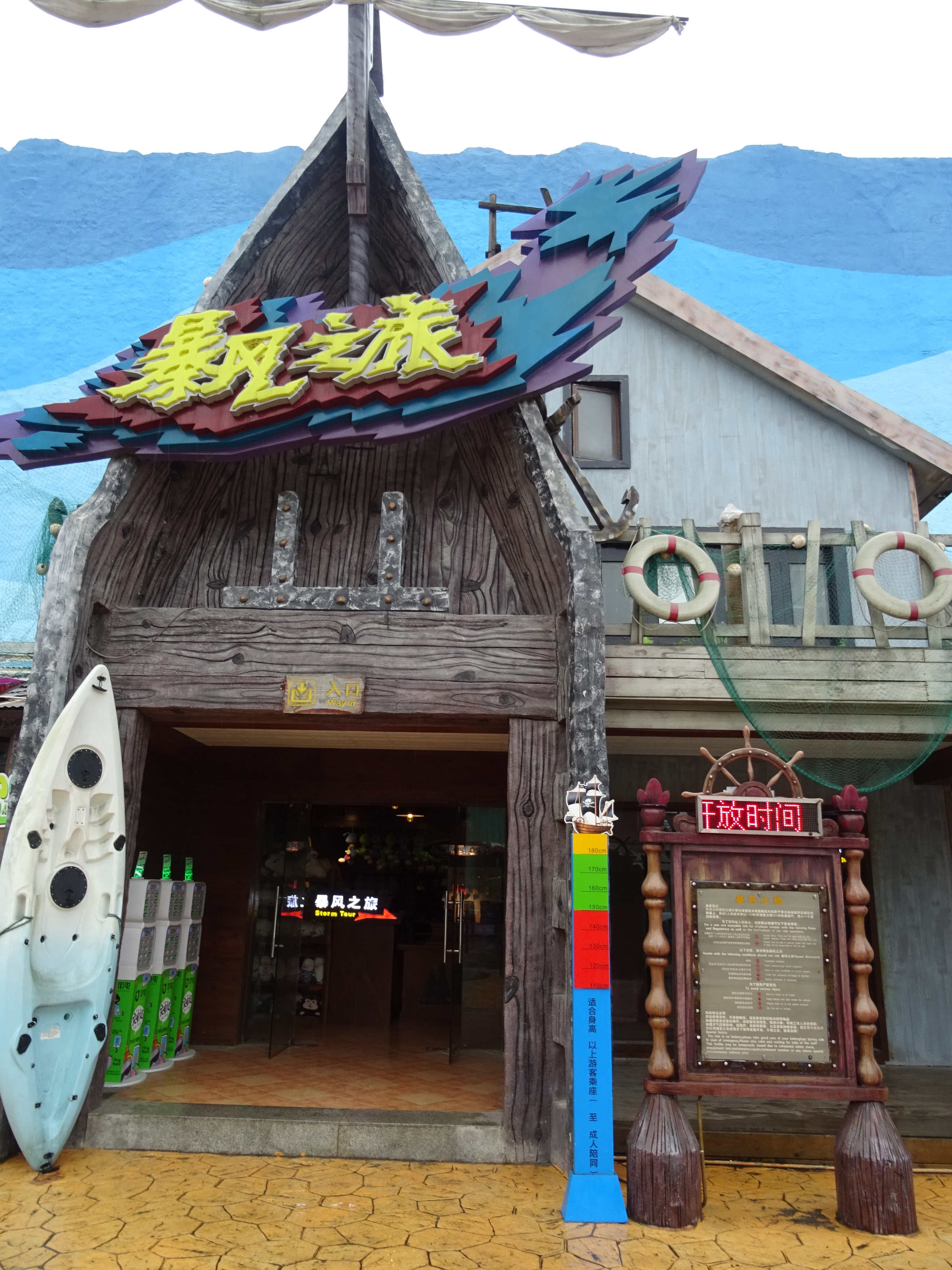
Entrée de Storm Chaser

### Autres attractions
| Nom                     | Type                              | Constructeur  | Année |
| ----------------------- | --------------------------------- | ------------- | ----- |
| Breakdance              | Breakdance                        |               | 2009  |
| Desperado               | CinemAction                       | Alterface     | 2009  |
| Disk'O Coaster          | Disk'O Coaster                    | Zamperla      | 2009  |
| Energy Storm            | Manège Energy Storm               | Zamperla      | 2009  |
| Flying Island           | Flying Island                     | Intamin       | 2009  |
| Gyro Swing              | Gyro Swing                        | Intamin       | 2009  |
| Power Surge             | Manège Power Surge                | Zamperla      | 2009  |
| Sea Plane               | Jet Skis                          | Zierer        |       |
| Sky Drop                | Sky Drop                          | Zamperla      | 2009  |
| Soaring Dragon          | Simulateur dynamique comme Soarin | Huss Rides    | 2010  |
| Sombrero                | Manège Sombrero                   | Zamperla      | 2009  |
| Space Shot & Turbo Drop | Space Shot & Turbo Drop           | S&S Worldwide | 2009  |
| Splash Over             | Splash Over                       | Mondial Rides | 2009  |

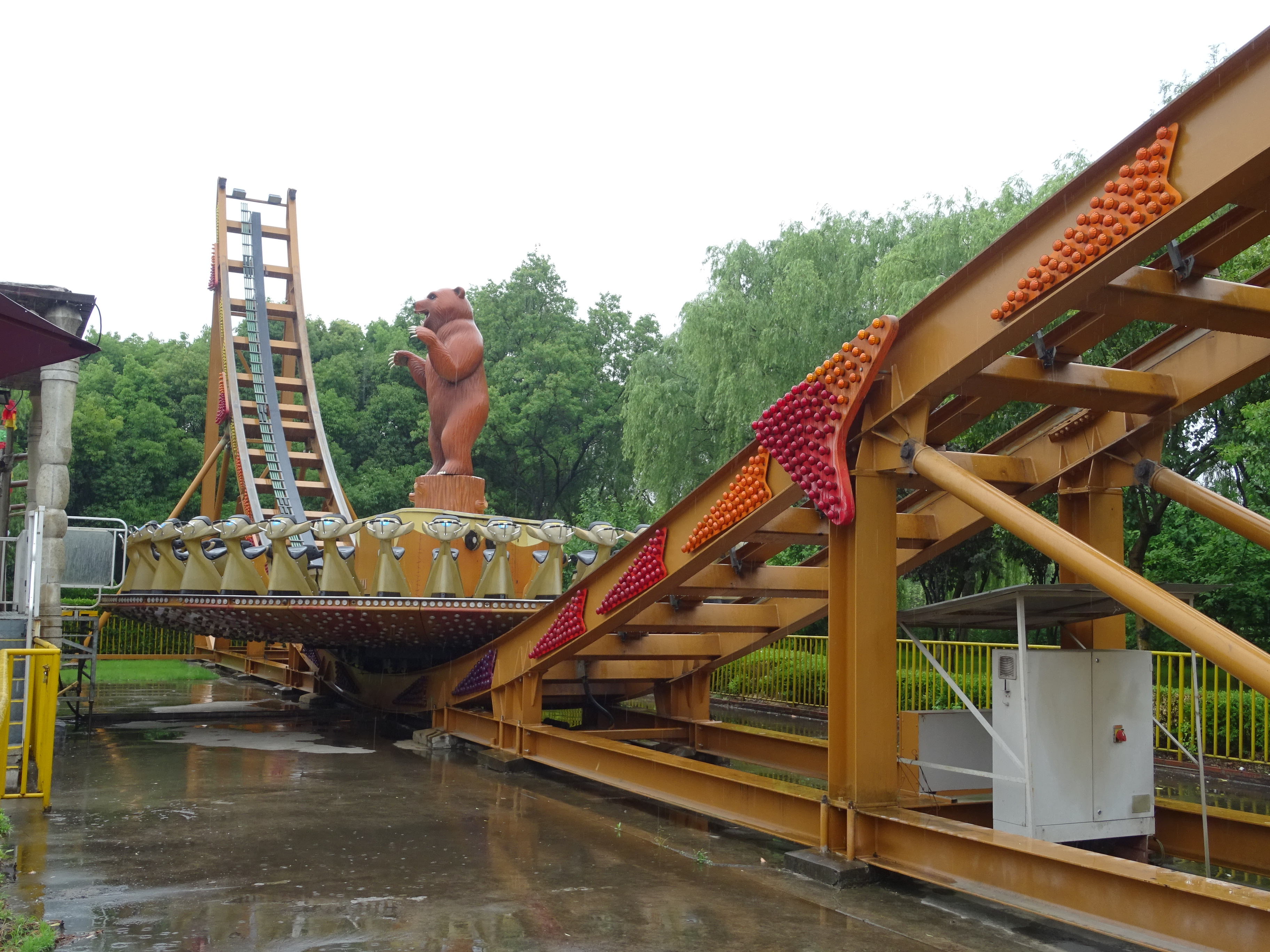
Disk'o Coaster
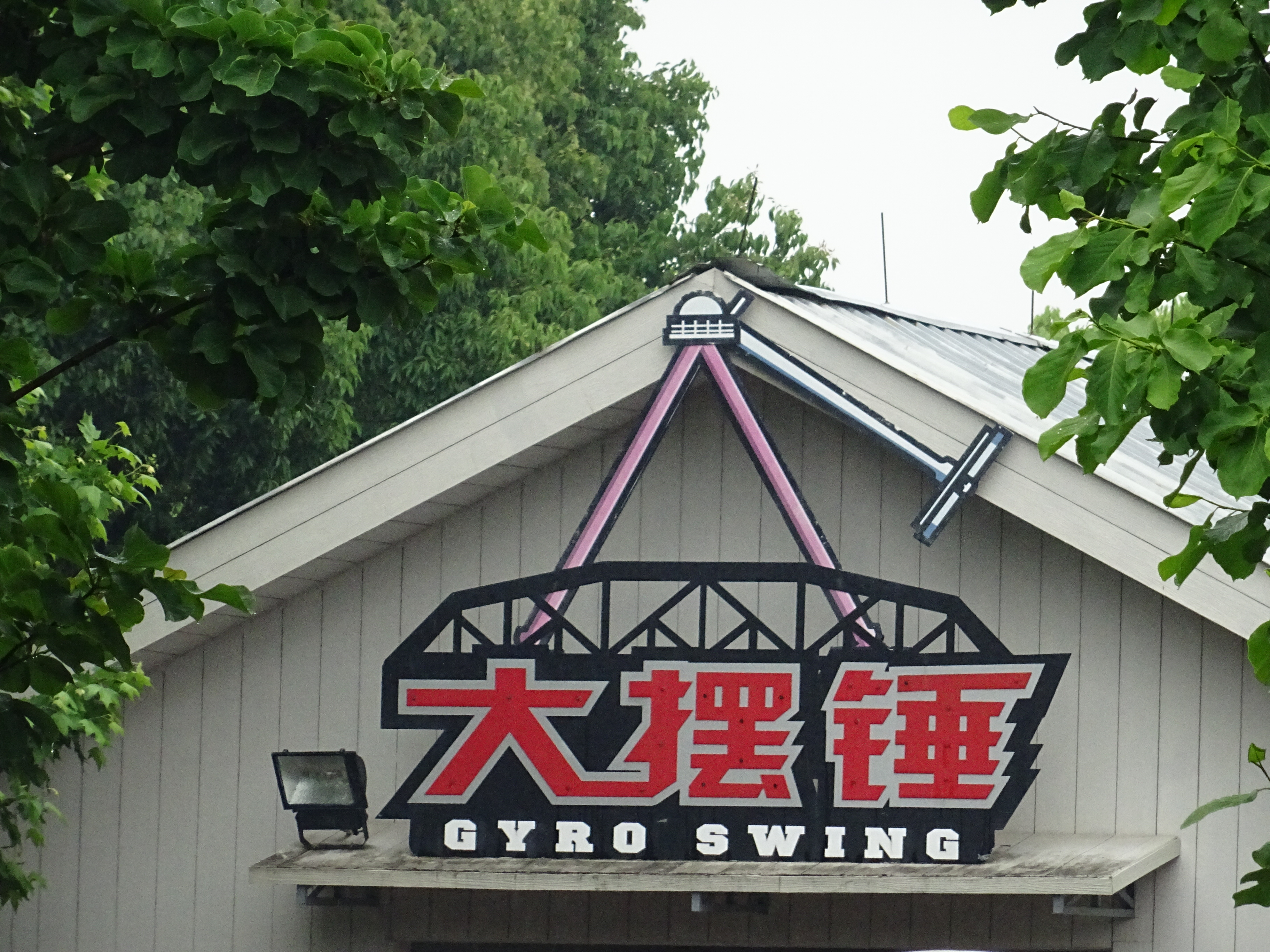
Enseigne de Gyro Swing
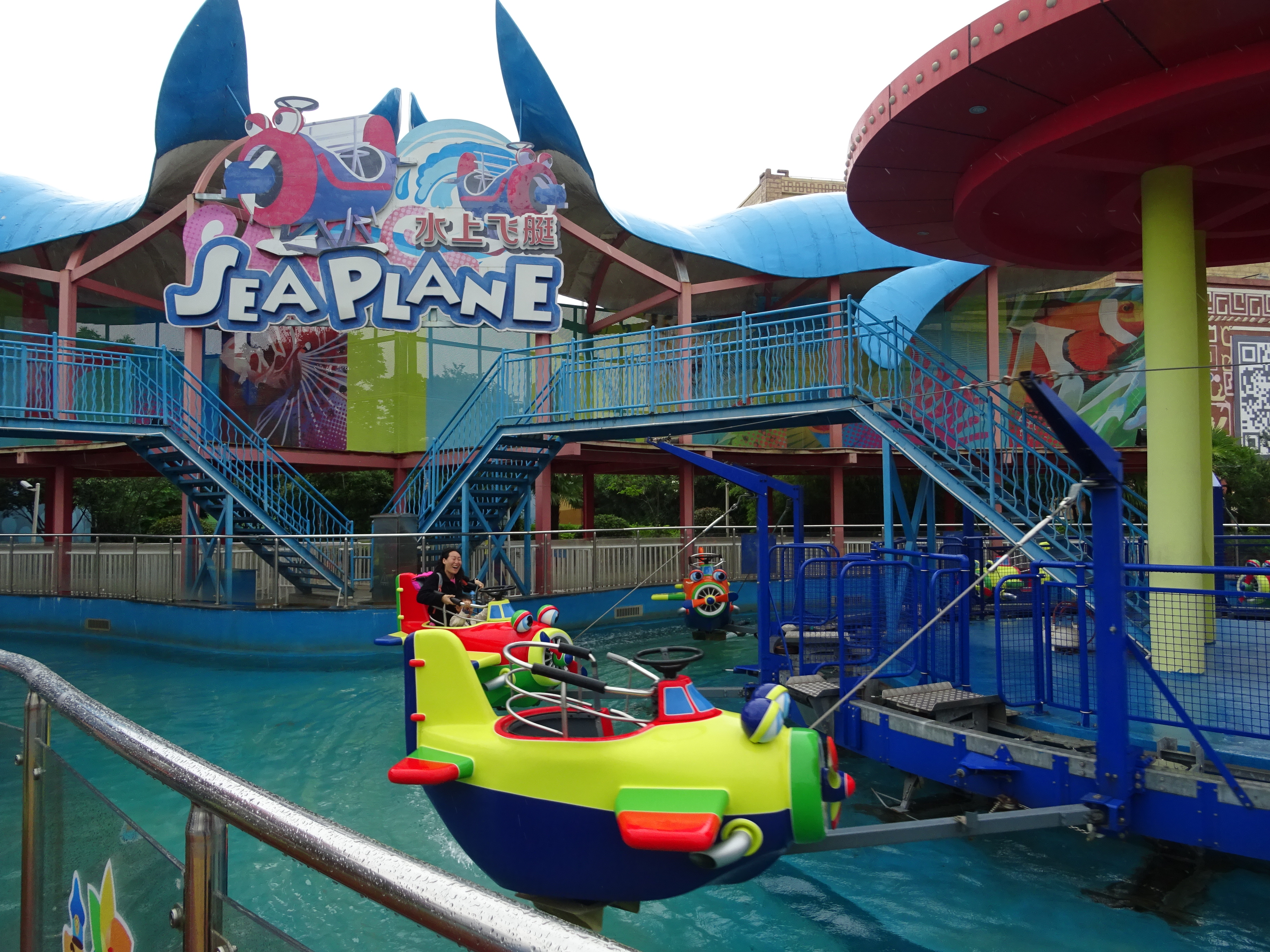
Sea Plane
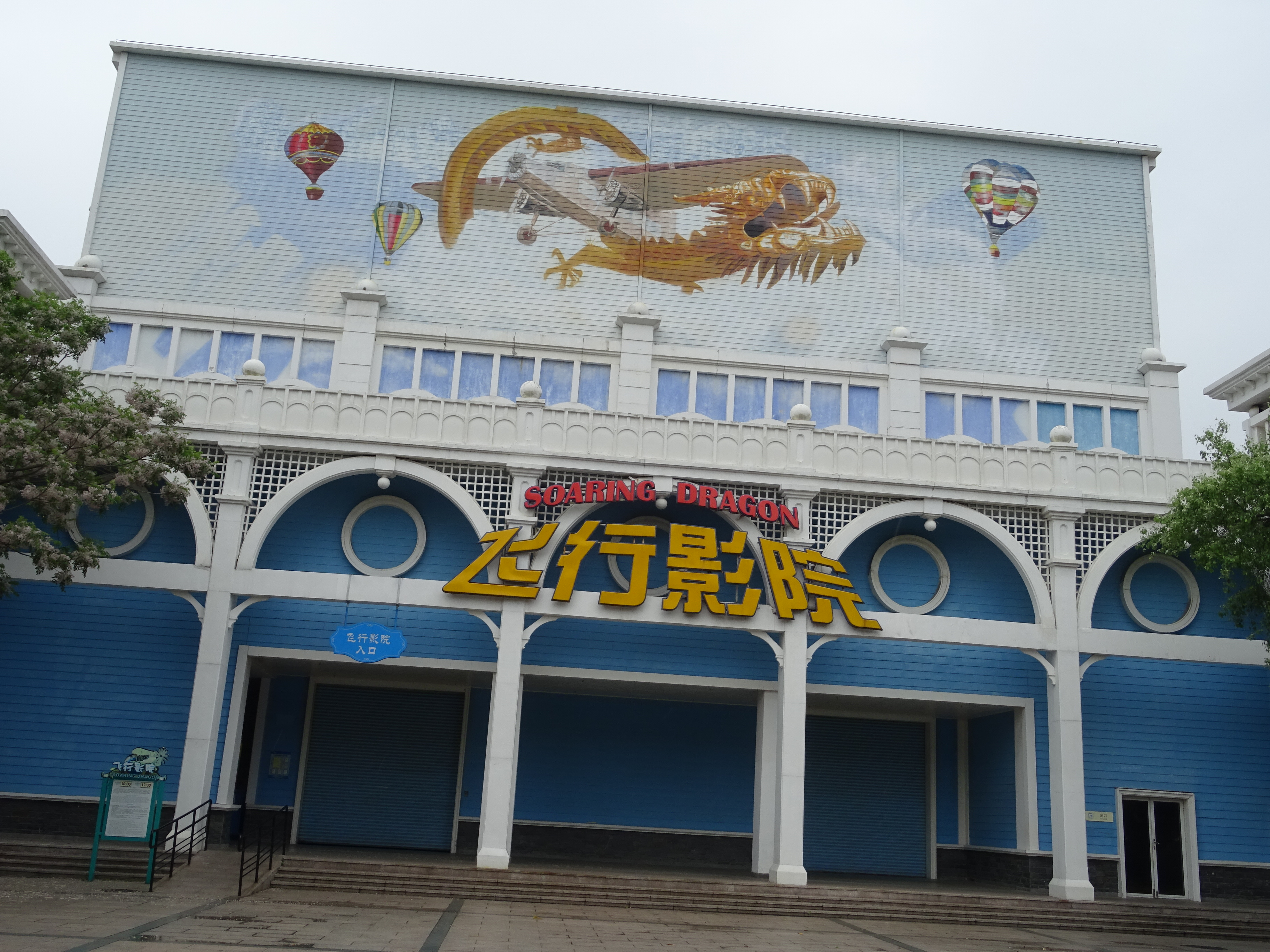
Soaring Dragon
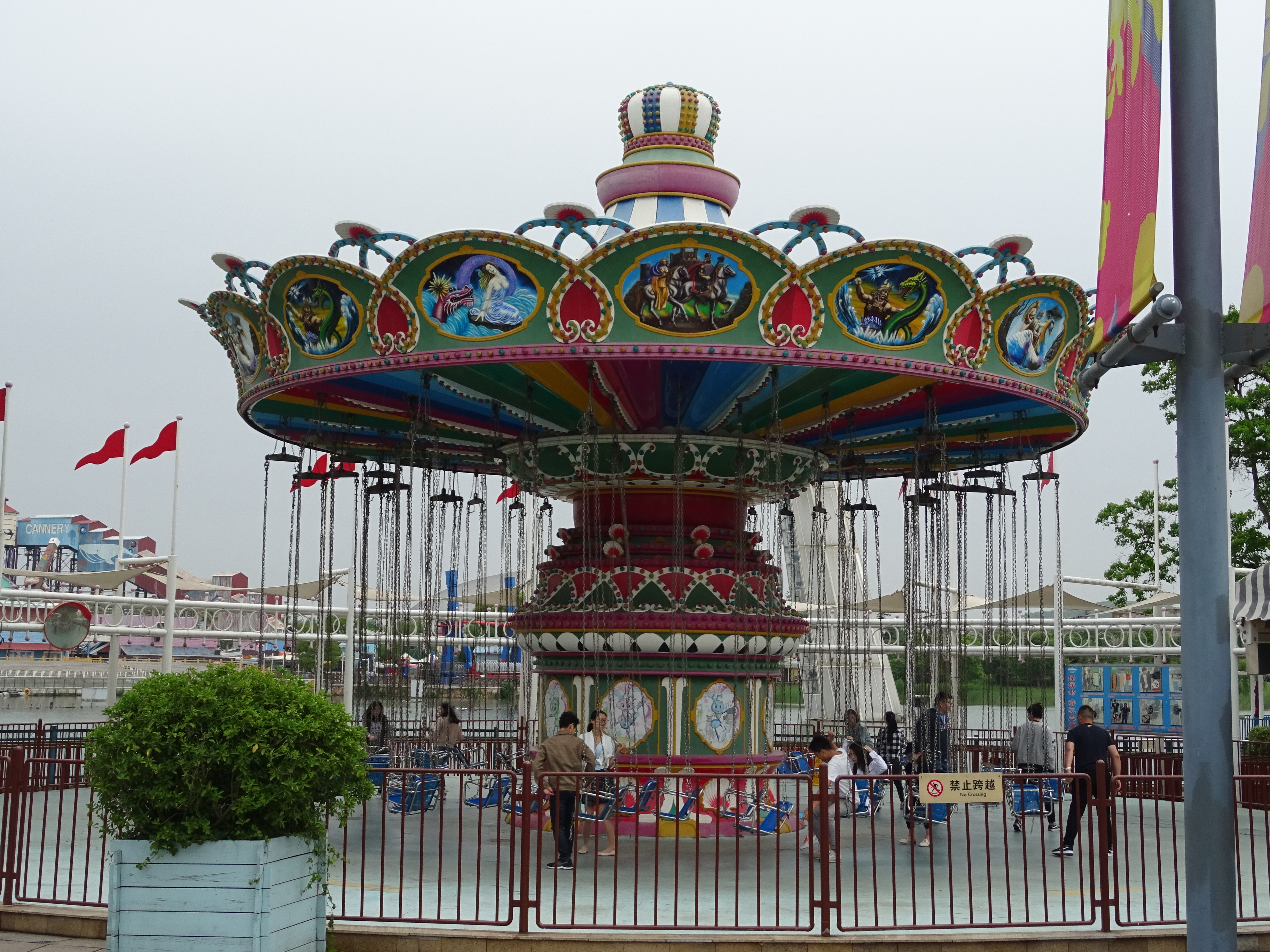
Wave Swinger

## Transport
- Station de métro Sheshan, de la ligne 9 du métro de Shanghai, puis navette gratuite.